# Археолошко налазиште „Михаљевачка шума”
Археолошко налазиште „Михаљевачка шума” се налази код Чортановаца, на локалитету Присјанице, на коме се налазе остаци великог касноантичког утврђења (Acunum). Локалитет је 1991. године категорисан као локалитет од великог значаја.
Сондажна ископавања вршена су 1960. године, приликом којих је истражена југоисточна кружна кула пречника 12m, дебљине зидова 1,2m и очуване висине око 3m, грађена од камена, са међуредовима од опека. Кула је конзервирана, али су остаци, зарасли у шуму, данас слабо уочљиви. У потпуности је истражен део јужног зида са улазном капијом која је била фланкирана двема полукулама. Цело утврђење са деловима пута и гробља обрушило се приликом клизања терена изнад Дунава, у дужини око пет километара и ширине око један километар.
Покретни археолошки материјал прикупљен током ископавања указује да је утврђење постојало у времену од 1. до 4. века. Судећи по емисијама и протоку новца, урушавање логора могло се десити око 370. године, после чега је он потпуно запустео. У широј околини, према насељу Чортановци, евидентирани су римска некропола, остаци виле рустике, средњовековно насење и некропола.
Живот је на овом месту делимично обнављен током средњег века, када је формирамо мање насеље са припадајућим гробљем, а нађене су и радионица керамике и две оставе новца.